# Zito Rolim
José Rolim Filho (Cajazeiras, 8 de outubro de 1956), comumente conhecido pelo pseudônimo Zito Rolim, é um empresário e político brasileiro, filiado ao Partido Democrático Trabalhista (PDT).
Foi prefeito do município maranhense de Codó.

## Biografia
Zito Rolim nasceu em 8 de outubro de 1956 na cidade de Cajazeiras, na Paraíba, filho primogênito do casal de lavradores José Rolim e Maria Nilce Gonçalves Rolim.
No ano de 1972, veio para Codó, com o objetivo de trabalhar com o seu tio Raimundo Rolim. Em 1975, iniciou sua vida empresarial, tendo como atividade principal o comércio atacadista de cereais.
Com o sucesso alcançado na sua atividade comercial, em 1988, ampliou sua área de atuação comercial, implantando a atividade agropecuária, e a partir de 1995 adentrou ao ramo de móveis e eletrodomésticos.
Casou-se em 1976 com a codoense Eliene Araújo Torres, filha do comerciante José Alves Torres e Maria Luiza Araújo Silva, de cuja união nasceram três filhos: Wellington Torres Rolim (odontólogo), Rômulo Torres Rolim (odontólogo) e Cinthya Torres Rolim (farmacêutica bioquímica).

## Envolvimento com trabalho escravo
Em fiscalizações realizadas em 2009, em sua fazenda São Raimundo/São José, o Ministério Público do Trabalho (MPT) e de agentes da Polícia Federal (PF) entre os dias 7 e 17 de dezembro encontraram encontraram 24 pessoas em condições análogas à escravidão. Entre as vítimas, havia duas mulheres responsáveis pelo preparo das refeições. Uma delas estava acompanhada de duas filhas com idades entre 5 e 6 anos e do filho de 13 anos, que tinha a função de levar a alimentação até a frente de trabalho, que ficava a 3 km de distância dos barracos utilizados como alojamento. Os empregados eram responsáveis pelo "roço de juquira" - limpeza da área para formação de pasto para pecuária extensiva. Segundo a fiscalização, eles tinham dívidas com o "gato" e recebiam por produção, de R$ 10,00 a R$ 12,00 por dia. Os salários pagos eram inferiores ao salário mínimo nacional. A água consumida pelos trabalhadores vinha desse açude e não recebia nenhum tratamento ou processo de filtração.

## Política
Ingressou na política em 2000, lançando o seu nome a julgamento popular como candidato a prefeito, entretanto não foi eleito. Nas eleições de 2004, candidatou-se novamente a prefeito, pelo Partido Verde (PV), obtendo 21.492 sufrágios, sem êxito.
Membro do Instituto Histórico e Geográfico de Codó, ocupante da cadeira n° 16, que tem como patrono René de Matos Bayma, é uma grande liderança política de Codó.
Zito disputava as eleições para a prefeitura codoense desde 2000, sendo que só conseguiu ser eleito prefeito de Codó em 2008, com 49% dos votos válidos, contra 46% do adversário e ex-prefeito, Biné Figueiredo, do PDT. Em 2012, foi reeleito para o cargo.